# Pertusariales
De speldenkussenachtigen (Pertusariales) vormen een orde van Lecanoromycetes uit de subklasse Ostropomycetidae.
Tot deze orde behoren bepaalde soorten korstmossen.

## Taxonomie
De taxonomische indeling van de Pertusariales als volgt:
Orde: Pertusariales
- Familie: Agyriaceae
- Familie: Coccotremataceae
- Familie: Icmadophilaceae
- Familie: Megasporaceae
- Familie: Microcaliciaceae
- Familie: Ochrolechiaceae
- Familie: Pertusariaceae
- Familie: Varicellariaceae
- Familie: Variolariaceae